# Foiba di Terli
La foiba di Terli (in croato Trlji) è un inghiottitoio carsico nel comune di Barbana (Istria), dove fra i mesi di settembre e ottobre del 1943 vennero gettati i corpi di ventisei persone, uccise nel corso degli eventi noti col nome di massacri delle foibe. I cadaveri furono successivamente recuperati dai vigili del fuoco di Pola, al comando del maresciallo Arnaldo Harzarich.

## Inquadramento storico
Successivamente all'armistizio dell'8 settembre 1943, in Istria si venne a creare un vuoto di potere: al completo collasso del Regio Esercito e delle strutture del Partito Nazionale Fascista fece seguito una sollevazione che coinvolse ampi gruppi della popolazione locale - con netta prevalenza degli sloveni e dei croati della regione - sia spontanei che organizzati dal movimento di liberazione della Jugoslavia, dominato dal Partito Comunista di Jugoslavia.
In questo contesto ebbe luogo una serie di eccidi, che localmente assunsero la forma di vere e proprie jacquerie, e che coinvolsero non solo i rappresentanti di vario tipo del vecchio regime fascista, ma anche la popolazione civile, con vari episodi di vendetta privata, non legati quindi ad alcuna motivazione politica.
Il quadro fu reso ancor più complesso dalla reazione tedesca che, per riprendere possesso del territorio, mise in atto un'operazione militare che durò dal 2 al 9 ottobre e comprese rastrellamenti, bombardamenti e rappresaglie su persone e cose, che causarono all'incirca 2.500 vittime fra insorti, partigiani, fiancheggiatori e - soprattutto - estranei al movimento partigiano. Al 10 ottobre, i tedeschi avevano eliminato tutte le forme di autogoverno popolare venutesi a creare nell'ultimo mese, catturando inoltre circa cinquemila militari italiani.
Nei giorni immediatamente successivi, le autorità della Repubblica Sociale Italiana iniziarono la ricerca delle persone scomparse, che secondo le testimonianze raccolte sarebbero state eliminate dai partigiani, occultando i cadaveri nei vari anfratti carsici noti col nome di foibe.

## Il recupero dei cadaveri
Per ordine del Procuratore di Stato, l'azione di recupero fu affidata al distaccamento di Pola del 41º Corpo dei Vigili del Fuoco, al comando dell'ingegner Gaetano Vagnati. Questi nominò coordinatore della squadra di recupero il maresciallo Arnaldo Harzarich, che operò da ottobre del 1943 fino a febbraio del 1945. Venne costruita un'impalcatura particolare per il sollevamento dei cadaveri, che venivano di volta in volta imbragati dagli operai, calati con scale e corde all'interno delle varie voragini. I lavori furono estremamente difficoltosi, a causa della conformazione delle foibe, spesso terminanti in cunicoli e con corsi d'acqua sotterranei. In alcune di esse inoltre, dopo le esecuzioni, era stato fatto brillare dell'esplosivo o scaricato materiale vario per occultarne il contenuto. Di conseguenza, in svariati casi non si riuscì nell'operazione o vi si riuscì solo parzialmente.
L'opera di identificazione delle vittime fu anch'essa complessa: i corpi erano rimasti per parecchie settimane o mesi negli anfratti, alla mercé degli eventi naturali; inoltre spesso nella caduta avevano subito dei colpi che ne avevano sfigurato o addirittura mutilato il cadavere.

## I lavori nella foiba di Terli
Nei primi giorni di novembre del 1943, la squadra dei vigili del fuoco ispezionò una serie di cavità nel territorio di Barbana, centro rurale posto fra Pola e Albona.
Secondo la relazione del maresciallo Harzarich, il primo sopralluogo presso la voragine di Terli - sita nei pressi della strada che porta da Villa Schitazza a Vorichi, ai confini col territorio di Sanvincenti - ebbe luogo il 2 novembre, limitandosi ad una misurazione della profondità del pozzo, calcolata in 95 metri, e all'individuazione della presenza di resti umani.
Due giorni dopo, dalla foiba vennero recuperati ventisei corpi, riuscendo a calarsi fino al fondo dell'inghiottitoio, rimisurato a -125 metri.
La maggior parte dei corpi presentava ferite d'arma da fuoco al corpo o alla testa. Tra essi vi erano quattro donne, di cui tre molto giovani, ed un ragazzo di 18 anni. In fondo alla foiba venne recuperato anche il corpo di un cane nero . Sull'imboccatura della foiba c'erano molte tracce di proiettili, interpretate come prova che gli uccisori avessero sparato dall'alto sui condannati gettati nell'abisso.

## Le vittime
La storia degli infoibati di Terli venne ricostruita sulla base di diverse testimonianze di parenti e vicini. Le vittime provenivano dai paesi della Bassa Istria vicini a Barbana: Medolino, Marzana, Altura, Carnizza, Lisignano e Lavarigo, ed erano state arrestate dai partigiani nella seconda metà di settembre, per essere rilasciate nei giorni successivi. Al sopraggiungere dei tedeschi (2 ottobre), i partigiani procedettero ad un secondo arresto. Gli arrestati vennero portati in una casa di Barbana, dove alcuni di essi subirono violenze e sevizie varie. Tutti vennero in seguito uccisi il 5 ottobre.
Secondo le testimonianze raccolte, le vittime di Marzana - prima di essere trasportate a Barbana - dovettero sottoporsi ad una tortura aggiuntiva, essendo costretti in piazza a bere della nafta di fronte ai parenti e ai compaesani.
La qualifica delle varie vittime fa ritenere che questi omicidi siano da ascriversi a motivazioni di vario tipo: fra i trucidati vi furono infatti anche dei noti antifascisti, la cui morte sembra quindi dovuta a vendette personali.

### Elenco delle vittime
L'elenco delle venticinque vittime riconosciute è il seguente, mentre di un ulteriore corpo estratto non fu possibile procedere con l'identificazione:
- Giacomo Ardossi - Agricoltore e sagrestano della chiesa di Medolino
- Amalia Ardossi - Quarantacinquenne, sorella del precedente e moglie di Francesco Lorenzin. Sembra che - pur non essendo ricercata dai partigiani - abbia deciso di farsi arrestare assieme al marito, volendo seguirne volontariamente la sorte. I loro corpi vennero recuperati legati assieme col fil di ferro all'altezza del gomito.
- Pietro Basilisco - Nato a Carnizza nel 1897. Ingegnere di Pola.
- Giuseppe Bedrina (o Bedrino) - Nato a Castelnuovo nel 1893.
- Ferruccio Bertoli - Nato a Padova nel 1920, risiedeva a Carnizza. Minatore in Arsia.
- Nicolò Carmignani - Vecchio comunista di Gallesano[9].
- Martino Chiali - Commerciante - Nato a Marzana nel 1887.
- Gregorio Clari - Manovale di Medolino.
- Antonio Del Bianco - di Carnizza, nato a Pola nel 1897. Scalpellino.
- Guido Del Bianco - di Carnizza, nato a Pola nel 1894. Fratello del precedente. Maestro scalpellino. Prelevato la notte del 28 settembre 1943 con la falsa richiesta che occorresse una guardia di custodia. Fu riconosciuto dalla figlia Giulia, dai calzini che indossava.
- Giovanni De Prato - Nato a Marzana nel 1887. Oste[10].
- Giovanni Garbin - Nato a Visignano nel 1900. Manovale.
- Pietro Gonan - Commerciante di Marzana, noto antifascista. La sua morte sembra dovuta ad una vendetta di tre partigiani croati, che anni prima erano stati condannati ad una pena detentiva per aver violentato ed ucciso la figlia minorenne del Gonan.
- Severino Gonan - Fratello del precedente. Carbonaio.
- Luca Lazzaris - Marittimo quarantenne di Medolino. Commerciante di tabacchi a Pola.
- Aldo Lazzaris - Nato a Pola, figlio del precedente, di diciott'anni. La signora Lazzaris, chiamata ad identificare i corpi del marito e del figlio, impazzì[11]
- Francesco Lorenzin - Fuochista di Medolino. Marito di Amalia Ardossi.
- Giovanni Pravich - Nato nel 1920 ad Altura. Agricoltore.
- Fosca Radecchi - Diciassettenne di Lavarigo.
- Caterina Radecchi - Sorella della precedente, di diciannove anni.
- Albina Radecchi - Sorella della precedente, di ventun anni e in stato di gravidanza.
- Giuseppe Radolli (Radollovich) - Nato a Marzana nel 1890. Macellaio.
- Matteo Tonello (o Tomillo) - Nato a Medolino. Guardia giurata della Società Mineraria Arsa.
- Pietro Vogliacco - Nato a Medolino nel 1901. Autista.
- Giacomo Zuccon - Nato a Medolino nel 1897. Commerciante di Carnizza, nonno del noto dirigente Sergio Marchionne.

### Le sorelle Radecchi
La contemporanea uccisione delle sorelle Fosca, Caterina e Albina Radecchi (o Radecca) fece grande scalpore in zona, e tuttora è ricordato come esempio della particolare efferatezza della vicenda degli infoibamenti.
Le sorelle Radecchi lavoravano in una fabbrica di Pola, ed ogni sera - al ritorno dal lavoro - si soffermavano a parlare con alcuni militari del vicino distaccamento di Fortuna, nei pressi di Altura, dove erano di base alcuni reparti della Regia Aeronautica. Questa frequentazione pare possa essere la motivazione dell'arresto da parte dei partigiani.
L'arresto ebbe luogo nei giorni immediatamente successivi all'8 settembre 1943: le sorelle vennero prelevate di notte da casa loro e trasportate a Barbana, ove vennero impiegate come sguattere. In questo periodo vennero violentate varie volte, fino a quando si decise la loro eliminazione. Secondo le ricostruzioni, fra il 2 e il 5 ottobre (giorno dell'uccisione) esse vennero nuovamente violentate dai loro carcerieri. A riprova di ciò, la relazione del maresciallo Harzarich segnala che il corpo di Albina venne recuperato senza indumenti intimi, mentre quelli delle altre due erano strappati.
Il corpo di Albina venne ritrovato con una ferita da arma da fuoco alla testa, a differenza delle due sorelle minori che invece presentavano unicamente varie fratture al cranio, il che lascia intendere che furono gettate nella foiba ancora vive.

## I responsabili
Non essendo mai stata effettuata una ricerca specifica sulla foiba di Terli e non essendo mai stato aperto un procedimento giudiziario per individuare i responsabili dell'azione, i nomi di questi ultimi rimangono legati solamente ad alcune testimonianze dirette o indirette.
L'unico personaggio che viene regolarmente citato come capo dei partigiani della zona di Barbana all'epoca, e di conseguenza indiziato come principale responsabile degli omicidi, è un certo Ivan Kolić (Giovanni Colich) di Barbana. Questi veniva denominato el gobo (il gobbo) a causa di una sua imperfezione fisica, ed è ricordato per la sua ferocia. Il Kolić era un contadino appartenente al movimento degli istriani croati chiamati narodnjaci, sorto ancora nel XIX secolo, cui aderirono sacerdoti, contadini benestanti e intellettuali. Essi appoggiarono in massa il movimento di lotta partigiana di Tito, ma in gran parte dopo la guerra furono isolati e progressivamente allontanati dalle strutture del potere, oppure fu loro impedito di aderire alle cooperative contadine create dai comunisti con la motivazione che erano dei "reazionari". Kolić invece svolse ancora un ruolo attivo nelle strutture popolari.

## Attualità
La foiba di Terli è stata prescelta come primo ed unico sito nell'Istria croata presso cui, nel maggio 2012, si è svolta in forma ufficiale una breve cerimonia commemorativa e riconciliativa a ricordo delle vittime del regime titoista (significativa tappa del Percorso istriano in memoria delle vittime degli opposti totalitarismi), co-organizzata dal Libero Comune di Pola in Esilio (associazione d'esuli e discendenti dalla bassa Istria) e dall'Unione Italiana. Alla presenza del console  generale d'Italia a Fiume Renato Cianfarani, del deputato italiano al Sabor di Zagabria Furio Radin, del parroco di Barbana, della Federazione degli Esuli, di un numeroso gruppo di esuli e di membri delle Comunità degli Italiani di Slovenia e Croazia e di vari rappresentanti dei media locali, è stato benedetto il sito e posizionata una corona d'alloro con nastro tricolore e la scritta Gli Italiani d'Istria, Fiume e Dalmazia.